# Rugby a 15 nel 1987

## Eventi principali
- L'evento più importante è senz'altro la Coppa del Mondo, alla prima edizione, vinta nettamente dalla Nuova Zelanda

## Attività Internazionale

### I Tour di metà anno
A metà anno è tradizione che le selezioni di "rugby a 15", europee in particolare, ma non solo, si rechino fuori dall'Europa o nell'emisfero sud per alcuni test. Si disputano però anche molti incontri tra nazionali dello stesso emisfero Sud.
Nel 1987, l'attività è assai ridotta poiché nel mese di maggio-giugno è prevista la prima edizione della Coppa del mondo. Dunque il tutto si limita ad alcuni match preparatori.
| Suva 9 maggio 1987 | Figi XV | 23 – 16 | Wellington |  |

| Vancouver 10 maggio 1987                                                              | Canada    | 33 – 9                    | Stati Uniti |  |
| \| \| \| \| \| mete: trasf.: c.p.: Drop: \| Marcatori \| mete: trasf.: c.p.: Drop: \| |           |                           |             |  |
|                                                                                       |           |                           |             |  |
| mete: trasf.: c.p.: Drop:                                                             | Marcatori | mete: trasf.: c.p.: Drop: |             |  |

| Montevideo 15 maggio 1987                                                             | Uruguay   | 3 – 38                    | Argentina |  |
| \| \| \| \| \| mete: trasf.: c.p.: Drop: \| Marcatori \| mete: trasf.: c.p.: Drop: \| |           |                           |           |  |
|                                                                                       |           |                           |           |  |
| mete: trasf.: c.p.: Drop:                                                             | Marcatori | mete: trasf.: c.p.: Drop: |           |  |

### I Tour di fine anno
Nel rugby a 15 è tradizione che a fine anno (ottobre-dicembre) si disputino una serie di incontri internazionali che gli europei chiamano "Autumn International" e gli appassionati dell'emisfero sud "Springtime tour". In particolare le nazionali dell'emisfero Sud, a fine della loro stagione si recano in tour in Europa.

### Altri Test
| Tunisi 5 settembre 1987                                                               | Tunisia   | 0 – 4                     | Belgio |  |
| \| \| \| \| \| mete: trasf.: c.p.: Drop: \| Marcatori \| mete: trasf.: c.p.: Drop: \| |           |                           |        |  |
|                                                                                       |           |                           |        |  |
| mete: trasf.: c.p.: Drop:                                                             | Marcatori | mete: trasf.: c.p.: Drop: |        |  |

| Copenaghen 27 settembre 1987                                                          | Danimarca | 3 – 20                    | Germania |  |
| \| \| \| \| \| mete: trasf.: c.p.: Drop: \| Marcatori \| mete: trasf.: c.p.: Drop: \| |           |                           |          |  |
|                                                                                       |           |                           |          |  |
| mete: trasf.: c.p.: Drop:                                                             | Marcatori | mete: trasf.: c.p.: Drop: |          |  |

| Cottbus 1987                                                                          | Germania Est | 14 – 6                    | Bulgaria |  |
| \| \| \| \| \| mete: trasf.: c.p.: Drop: \| Marcatori \| mete: trasf.: c.p.: Drop: \| |              |                           |          |  |
|                                                                                       |              |                           |          |  |
| mete: trasf.: c.p.: Drop:                                                             | Marcatori    | mete: trasf.: c.p.: Drop: |          |  |

| Bangkok 1987                                                                          | Thailandia | 21 – 10                   | Malaysia |  |
| \| \| \| \| \| mete: trasf.: c.p.: Drop: \| Marcatori \| mete: trasf.: c.p.: Drop: \| |            |                           |          |  |
|                                                                                       |            |                           |          |  |
| mete: trasf.: c.p.: Drop:                                                             | Marcatori  | mete: trasf.: c.p.: Drop: |          |  |

### Altri match
| Galashiels 26 settembre 1987 | Scozia XV | 15 – 12 | Francia XV |  |

| Rho 8 novembre 1987 | Italia B | 22 – 9 | Polonia |  |

| Port Talbot 14 novembre 1987 | Galles (Distretti) | 13 – 3 | Svezia |  |

| Brescia 5 dicembre 1987 | Italia U21 | 8 – 19 | Polonia |  |

### I Barbarians
Nel 1987, la selezione ad inviti dei Barbarians ha disputato i seguenti incontri:
| Northampton 11 marzo 1987 | East Midlands | 31 – 42 | Barbarians |  |

| Newport 6 ottobre 1987 | Newport RFC | 28 – 44 | Barbarians | Rodney Parade |

| Bradford 21 ottobre 1987 | Bristol Rugby | 20 – 20 | Barbarians |  |

| Leicester 28 dicembre 1987 | Leicester Tigers | 30 – 48 | Barbarians | Welford Road |

## Competizioni nazionali
- Africa:

| Sudafrica | Currie Cup | Northern Transvaal |

- Oceania:

| Nuovo Galles del Sud | Shute Shield                     | Randwick          |
| Queensland           | Premier Rugby                    | Brothers          |
| Australia            | Campionato per Club              | Souths (Brisbane) |
| Nuova Zelanda        | National Provincial Championship | Auckland          |

- Americhe:

| Argentina   | Camp. Argentino        | Tucumàn            |
|             | Camp. di Buenos Aires  | San Isidro Club    |
| Brasile     | Campionato             | Non disputato      |
| Canada      | Campionato Provinciale | British Columbia   |
| Stati Uniti | Campionato             | Old Blues Berkeley |

- Europa:

| Irlanda          | Interprovinciale         | Ulster          |
| Galles           | Campionato               | Neath RFC       |
|                  | WRU Challenge Cup        | Cardiff RFC     |
| Inghilterra      | Coppa                    | Bath Rugby      |
|                  | Campionato delle Contee  | Yorkshire       |
| Francia          | Campionato               | Tolone          |
|                  | Challenge du Manoir      | Grenoble        |
| Italia           | Campionato               | Petrarca Padova |
| Scozia           | Campionato dei distretti | Edimburgo       |
|                  | Campionato               | Hawick          |
| Unione Sovietica | Campionato               | Kutaissi        |
|                  | Coppa                    | Kutaissi        |
| Romania          | Campionato               | Steaua Bucarest |
| Portogallo       | Coppa                    | Cascais         |
| Spagna           | Spagna (Copa del Rey)    | Olímpico RC     |
| {                | Campionato               | Santboiana      |